# Centenaar
Centenaar is een oude gewichtsmaat. De naam komt van het Middeleeuws-Latijnse woord centenarius (centum:honderd; -arius: vormend). Oorspronkelijk was het een gewicht van honderd pond, waarbij de grootte van een pond kon verschillen van plaats tot plaats. Na invoering van het metriek stelsel werd het gelijk aan honderd kilogram. Een ander woord voor centenaar is quintaal, dat zou afgeleid zijn van het Arabische woord qinṭār dat op zijn beurt ontleend zou zijn aan centenarium.
Het Duitse equivalent is de Zentner (50 kg want nog steeds gebaseerd op het pond van 500 gram; 100 kg is een Doppelzentner), het Anglo-Amerikaanse de hundredweight (long hundredweight, ca. 50,8 kg, in het Verenigd Koninkrijk; short hundredweight, ca. 45,36 kg in de Verenigde Staten). In Frankrijk wordt de quintal of quintal métrique gebruikt voor 100 kg.